# Furnace Creek

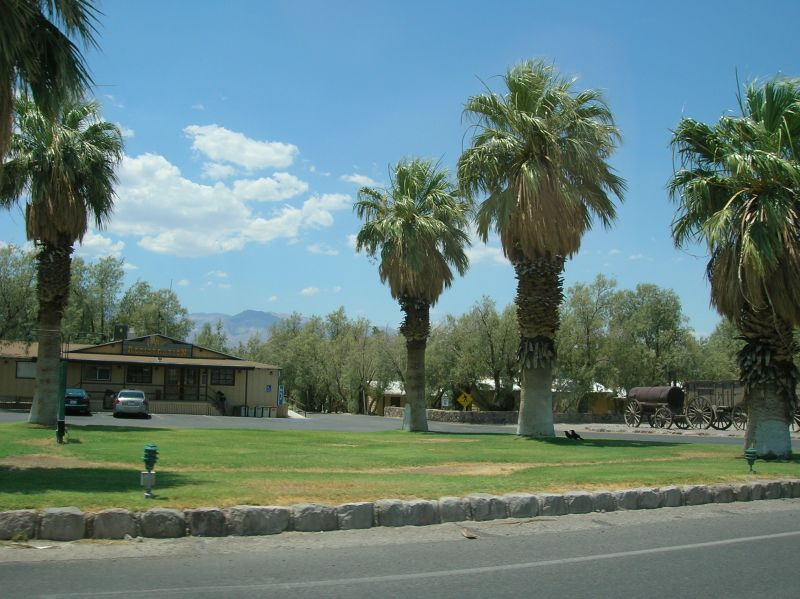
Furnace Creek Ranch

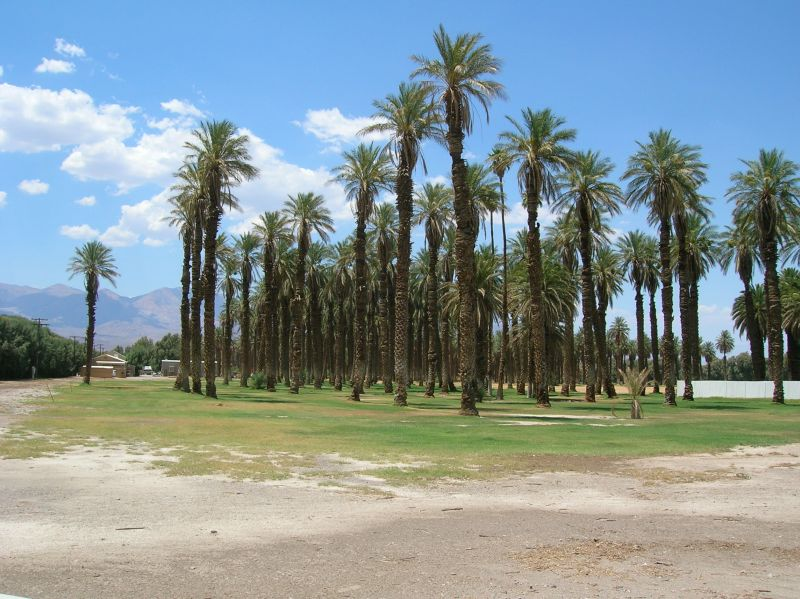
Furnace Creek Ranch

Furnace Creek – census-designated place w USA, w hrabstwie Inyo, w Kalifornii, położona 58 m poniżej poziomu morza. Znajdują się tutaj muzeum, centrum turystyczne i siedziba władz Parku Narodowego Doliny Śmierci. Furnace Creek otoczony jest wieloma kempingami.

## Geografia i klimat
Zgodnie ze spisem CDP, Furnace Creek zajmuje obszar prawie 82 km², źródła w górach Amargosa Range utworzyły tu naturalną oazę, której powierzchnia zmniejszyła się w związku z odwróceniem biegu wody, która posłużyła do zasilenia wioski.
W Furnace Creek zarejestrowano najwyższą w historii Ameryki Północnej temperaturę, która 13 lipca 1913 osiągnęła 56,7 °C.

## Historia
Oaza (dzisiejsza Furnace Creek) przez stulecia była małą ojczyzną rodowitych Amerykanów z plemienia Timbisha (znanego jako Timbisha Shoshone). Plemię to nadal żyje w Dolinie Śmierci, w rezerwacie Indian.
Spośród ludzi Timbisha wywodzili się rzemieślnicy i budowniczowie pierwszych budynków spółki Fred Harvey Company, wioski indiańskiej oraz struktury centrum turystycznego Parku Furnace Creek. Byli też jednym z pierwszych plemion, które otrzymały status plemienny nadany im przez biuro do spraw Indian.
Obecnie jako federalnie uznana grupa mieszkańców Kalifornii są większością stałej populacji Furnace Creek, jako społeczność indiańska w Dolinie Śmierci.
Furnace Creek był dawnym centrum górnictwa boraksu prowadzonym przez firmę Pacific Coast Borax Company w Dolinie Śmierci oraz historycznego 20 Mule Teams ciągnącego wozy towarowe z boraksem przez pustynię Mojave.